# Domkerk Sint-Martinus (Rottenburg am Neckar)
De Dom van Rottenburg am Neckar is de aan de heilige Marinus gewijde zetelkerk van het bisdom Rottenburg-Stuttgart.

## Geschiedenis
Aan het Marktplein van Rottenburg ontstond omstreeks het jaar 1280 een vroeggotische Mariakapel. De parochiekerk bevond zich destijds nog buiten de stad in het dorp Sülchen en was aan Sint-Martinus gewijd. Op de plaats van de Mariakapel werd vanaf 1424 gebouwd aan een nieuwe gotische stadsparochiekerk. Het patrocinium van de nieuwe parochiekerk werd van de dorpskerk van Sülchen overgenomen. Het drieschepige kerkgebouw kreeg een onregelmatig grondplan, omdat bij de bouw rekening moest worden gehouden met het bestaande stratenpatroon en de sokkel van de romaanse toren bleef staan. Tegelijkertijd werd de laatgotische torenspits van 58 meter hoog gebouwd.
Een stadsbrand in 1644 leidde tot de wederopbouw van de kerk, die op 8 september 1655 met de kerkwijding werd afgesloten. Bij deze gelegenheid kreeg de kerk een barok interieur, werd er een tongewelf aangebracht en werden de uitgebrande zuilen versterkt om het gewelf te kunnen dragen. In 1735 brandde bij een tweede stadsbrand opnieuw een deel van de kerk af. In 1787 werd door de Oostenrijkse regering zelfs de afbraak van de kerk overwogen.
Met de oprichting van het bisdom Rottenburg in 1821 werd bepaald dat Rottenburg, als stad met de grootste katholieke bevolking, de bisschopsstad werd. De Martinuskerk werd de kathedraal van het bisdom maar bleef tegelijkertijd net als voorheen tevens de parochiekerk. Wegens de architectonische onregelmatigheden vond de eerste bisschop, Johann Baptist von Keller, het gebouw onwaardig om als kathedraal te dienen, maar van alle nieuwbouwplannen kwam nooit iets terecht. Zoals bij veel kerken in Zuid-Duitsland werden in de jaren 1955-1956 ook uit de Martinuskerk veel kunstwerken verwijderd.

## Toren
Het onderste deel van de toren werd reeds in 1280 als deel van de Mariakapel gebouwd. Bij de bouw van de nieuwe kerk vanaf 1424 bleef deze massieve toren staan, waardoor het koor uit de middenas van het kerkschip moest worden verschoven. Vanaf 1486 werden de bovenverdiepingen met de kunstzinnig doorgebroken spits van de toren gebouwd. Waarschijnlijk werd de spits beïnvloed door de toren van de munster te Freiburg. Bij de stadsbrand van 1644 raakte ook de toren ernstig beschadigd en pas bij de ingrijpende renovatie van 1961-1969 kreeg de torenspits het oorspronkelijke aanzien terug. De vlakken van de achtzijdige spits worden met maaswerkinzetten doorbroken. De onderste zone naar het westen toont twee dansende ridderfiguren, die naar het oosten een scène van de manteldeling van de heilige Martinus. De spits wordt bekroond door een monumentale dubbele kruisbloem.
Tijdens de renovatie in 2001-2003 werd de twee meter dikke muur van de toren naar het kerkschip geopend. De vroeggotische torenruimte werd tot sacramentskapel verbouwd. Door twee smalle openingen is het tabernakel zowel vanuit het middenschip als vanuit het zijschip zichtbaar.

## Interieur
Om de oorspronkelijke parochiekerk meer de allure van een domkerk te geven, werd het interieur van het kerkgebouw in de laatste twee eeuwen herhaaldelijk gerenoveerd en steeds weer aan de toen heersende mode aangepast. Zo volgde een neogotische verbouwing in de jaren 1867-1868 en 1897, een neobarokke verbouwing in de jaren 1927-1928, een kaalslag in de jaren 1955-1956 en een neobarokke-eclectische verbouwing in de jaren 1970. De laatste renovatie volgde in 2001-2003 ter gelegenheid van het 175-jarig bestaan van het bisdom. Het kerkschip kreeg toen nieuwe banken, een tussenplafond en een modern belichtingsconcept. De laatgotische altaren werden verwijderd, maar de 17e-eeuwse barokke beelden van de apostelen bleven echter de zuilen sieren.
Het hoofdorgel op de westelijke galerij werd in de jaren 1978-1979 door Hubert Sandter gebouwd en in 2003 vernieuwd, waarbij de orgelkas aan het in het kader van de renovatie gewijzigde interieur werd aangepast. Het kerkorgel bezit 62 registers (inclusief een buisklokkenspel, dat in 2007 door mgr. Harald Kiebler werd geschonken) op vier manualen en pedaal met 4331 pijpen en 25 klankstaven.
In de toren hangen elf klokken. Het historische klokkenbestand werd in 2008 door klokkengieterij Bachert uit Karlsruhe met twee klokken aangevuld. 

## Afbeeldingen

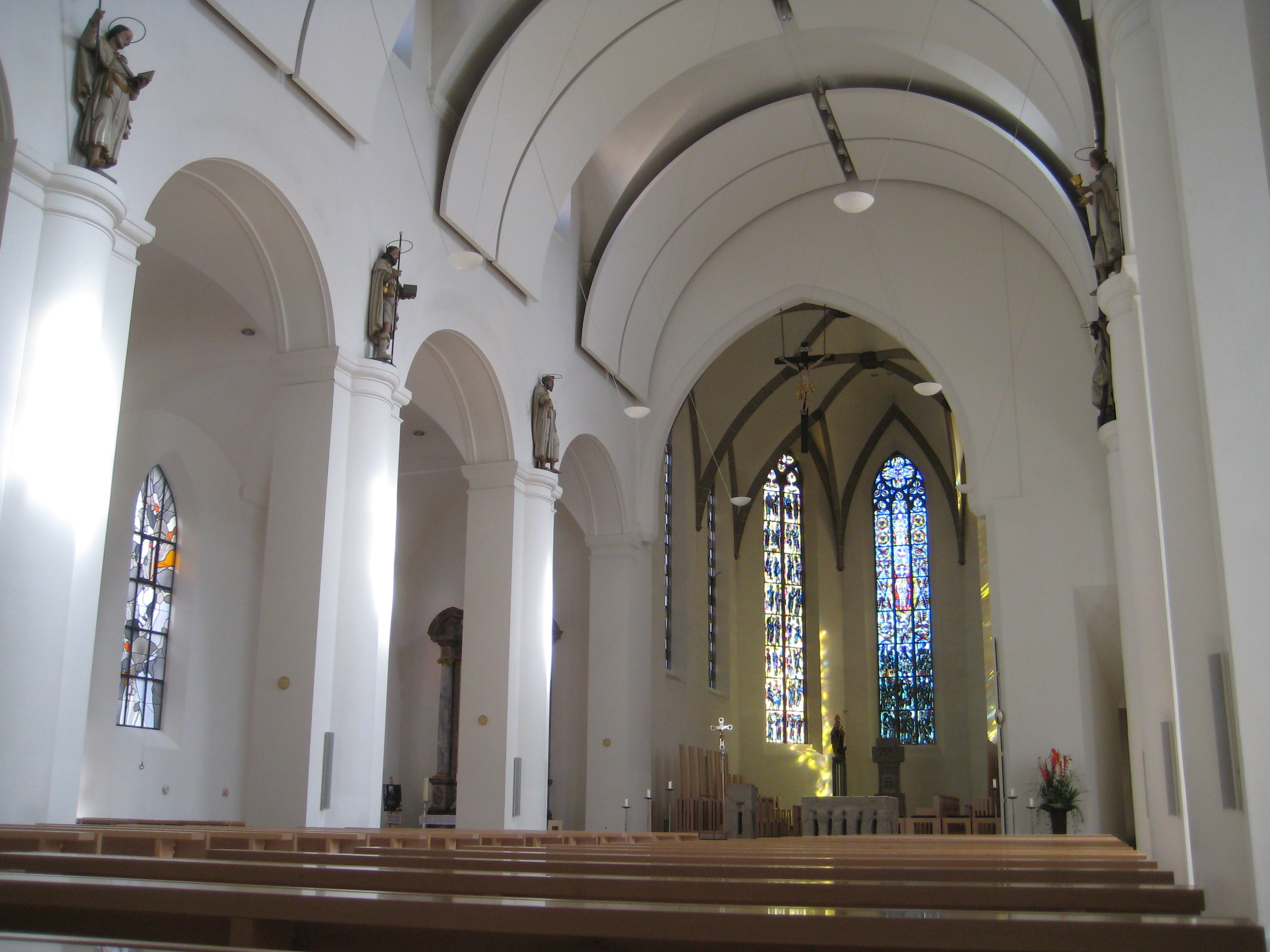
interieur
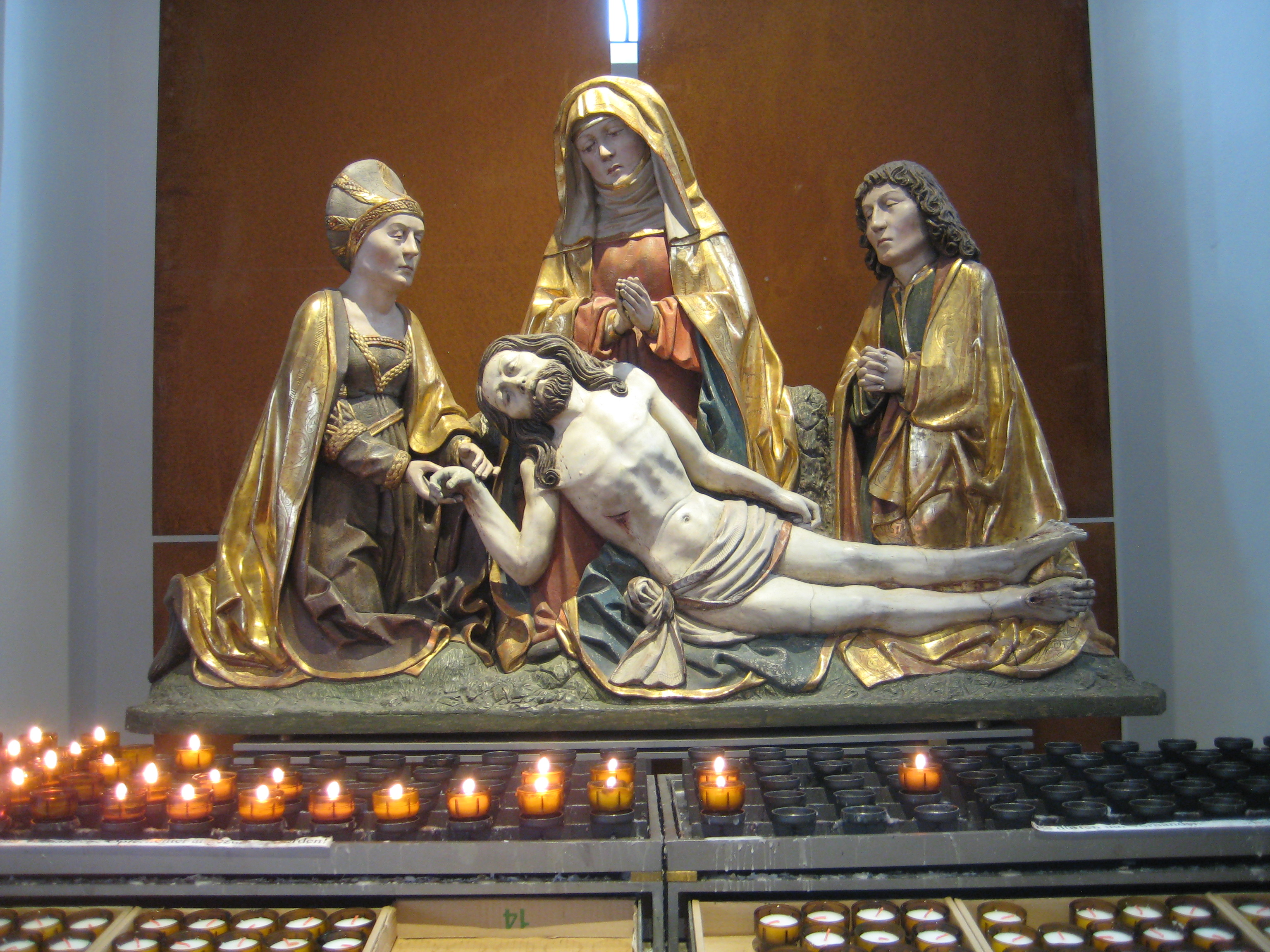
Pièta
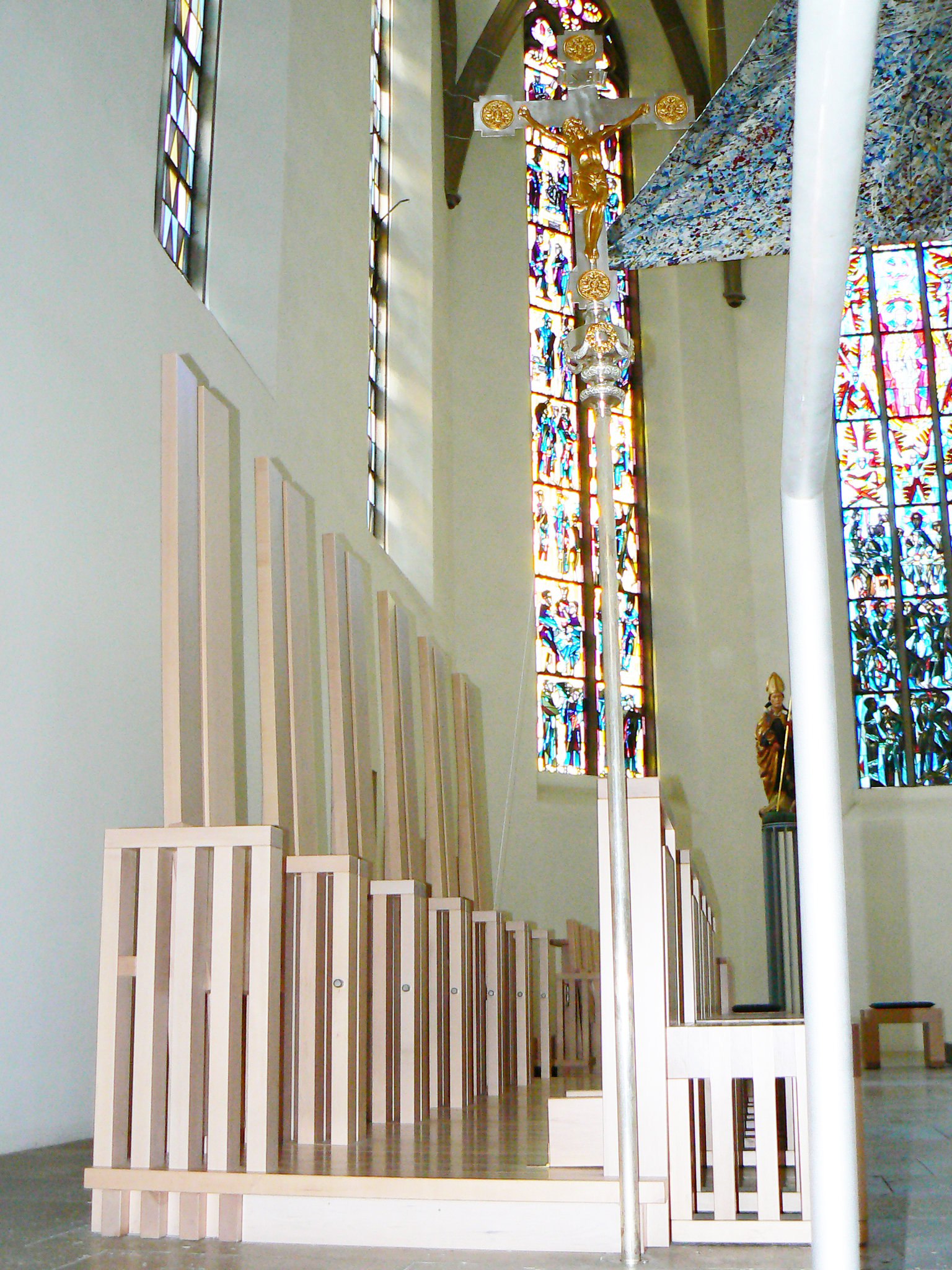
Modern koorgestoelte
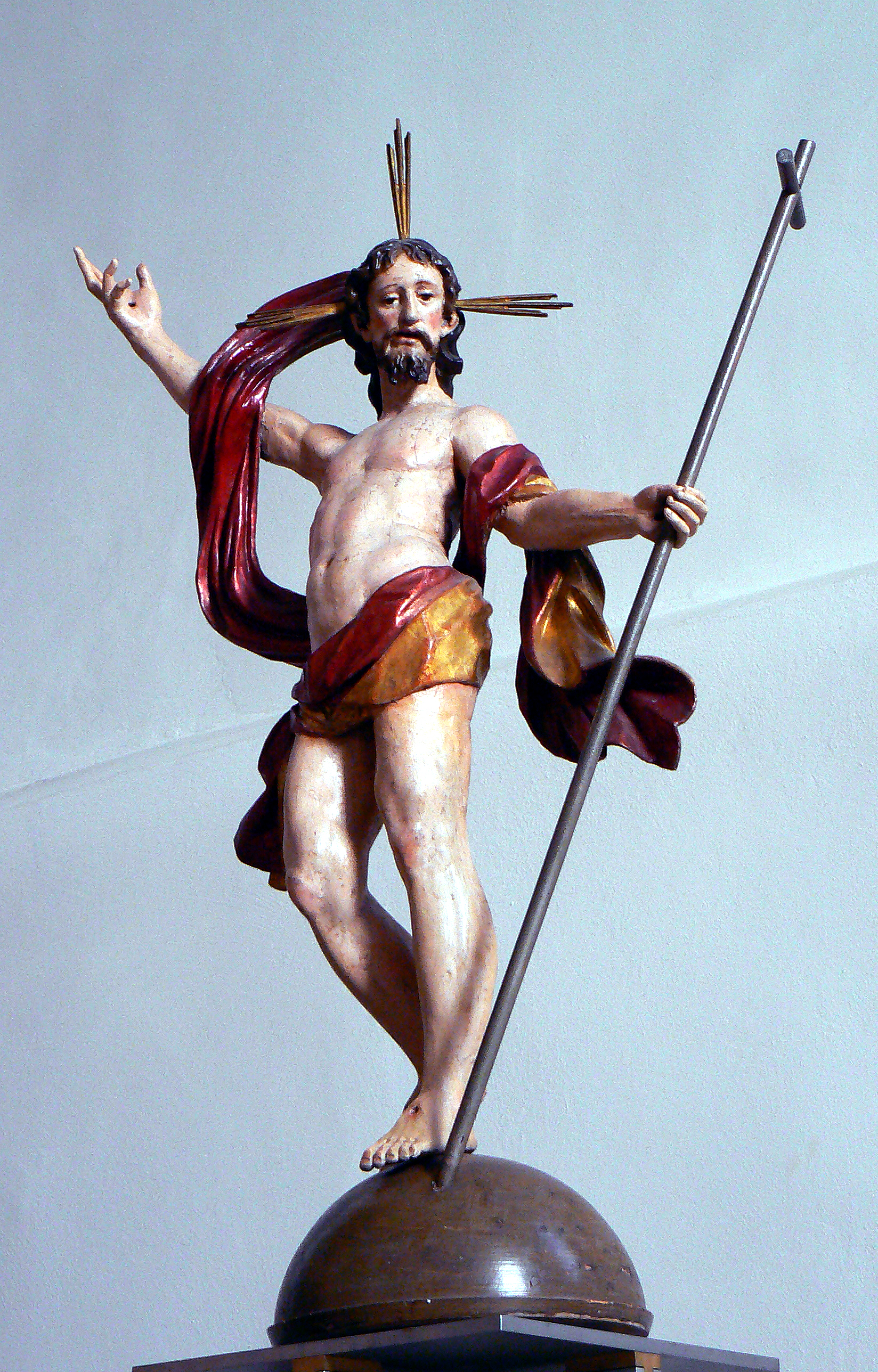
Verrijzenis
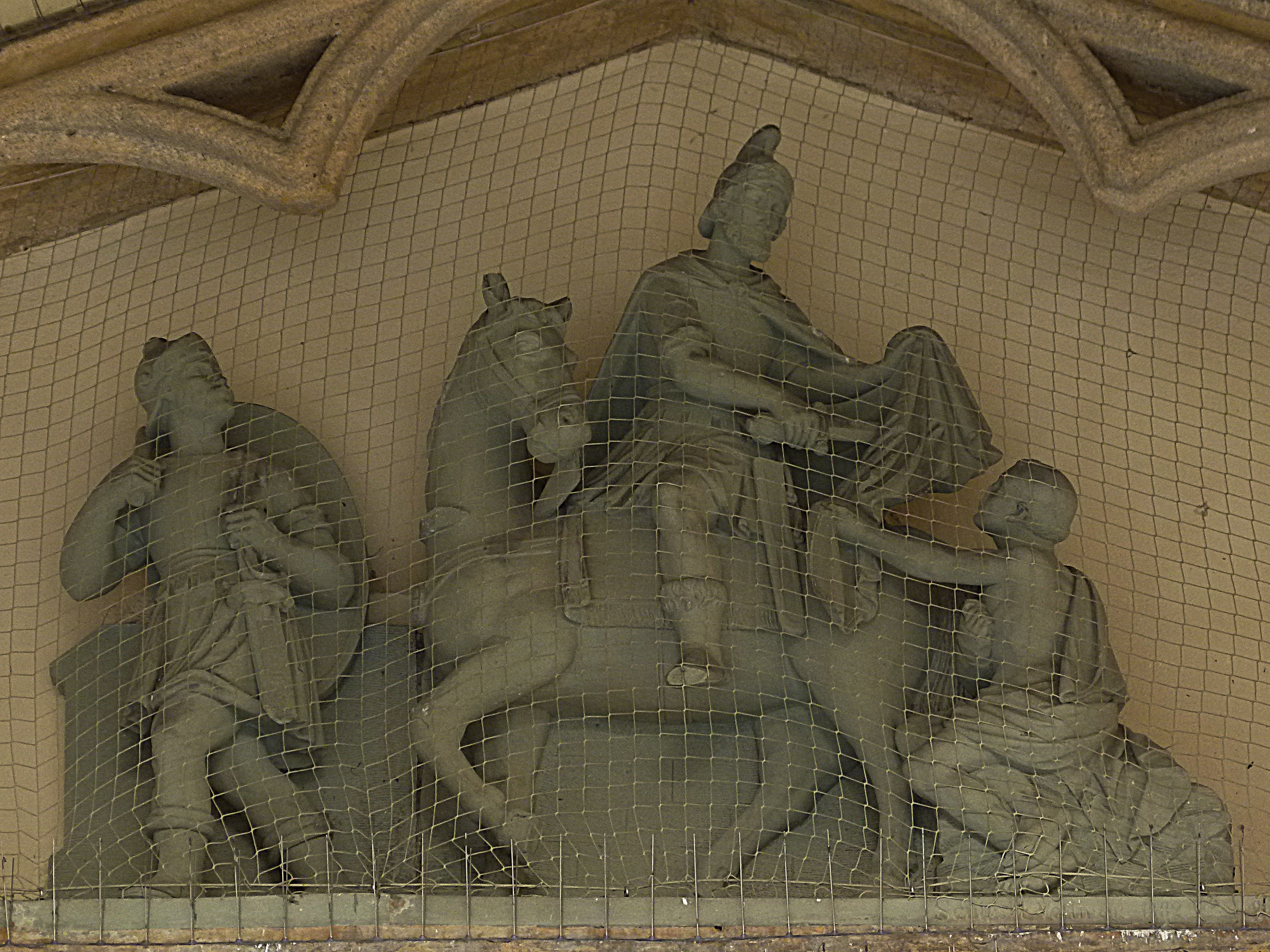
Reliëfgroep van Sint-Martinus